# Lijst van kapitelen in de kooromgang van de Onze-Lieve-Vrouwebasiliek

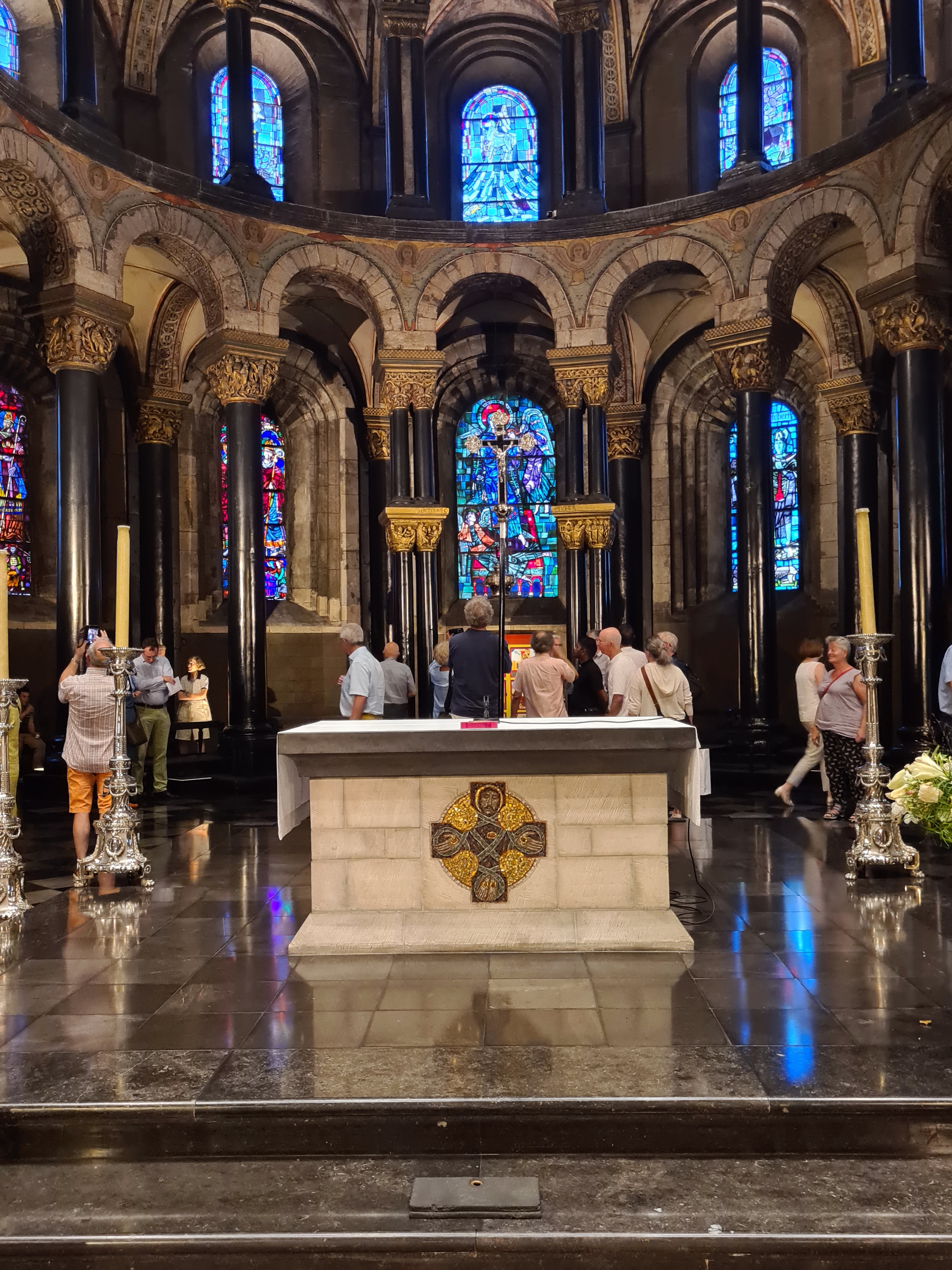
Koor van de Onze-Lieve-Vrouwebasiliek met kooromgang (beneden) en koorgalerij (boven) tijdens Open Monumentendag 2023

Deze lijst van kapitelen in de kooromgang van de Onze-Lieve-Vrouwebasiliek geeft een overzicht van de gebeeldhouwde romaanse kapitelen in de kooromgang en de koorgalerij van de Onze-Lieve-Vrouwebasiliek in de Nederlandse stad Maastricht. De twintig kapitelen in de kooromgang dateren uit het midden van de twaalfde eeuw. Ze tonen taferelen uit het Oude Testament en soms moeilijk te interpreteren beelden uit de middeleeuwse denkwereld. De kapitelen worden gerekend tot de beste werkstukken van het vermoedelijk in Maastricht gevestigde en in de wijde omtrek werkzame atelier van steenbeeldhouwers, het zogenaamde Heimo-atelier. Ze behoren daarmee tot de hoogtepunten van de Maaslandse kunst. De tien kapitelen en acht consoles in de koorgalerij zijn van mindere kwaliteit. Ze dateren uit de vroege dertiende eeuw en markeren met hun geringere expressie de teloorgang van de romaanse beeldhouwkunst in het Maasland.

## Historische achtergrond
De romaanse bouwsculptuur in het oostkoor van de Onze-Lieve-Vrouwekerk is ontstaan rond het midden van de twaalfde eeuw. In deze periode maakte de kerk en het daaraan verbonden kapittel een bloeitijd door. Hoewel minder in aanzien dan de proosten van Sint-Servaas, bekleedden ook enkele proosten van het Onze-Lieve-Vrouwekapittel belangrijke functies elders. Zo was Hendrik van Leyen, mogelijk de bouwheer van het oostkoor van de Onze-Lieve-Vrouwe, naast proost van deze kerk tevens proost van Sint-Lambertus in Luik, en later prins-bisschop van Luik en raadgever van keizer Frederik I Barbarossa.
De kapitelenreeks van de kooromgang in de Onze-Lieve-Vrouwekerk kwam tot stand in een periode waarin de rivaliteit tussen de twee Maastrichtse kapittels een hoogtepunt bereikte. Deze wedijver hing samen met de tweeherigheid van Maastricht en werd aangewakkerd door het dispuut over de titel "voormalige kathedraal van het bisdom Tongeren-Maastricht-Luik", waarop beide kerken aanspraak maakten. De wedijver leidde in beide kerken tot ambitieuze bouw- en verbouwcampagnes. Omstreeks 1150 werden zowel het oostkoor van de Sint-Servaaskerk als dat van de Onze-Lieve-Vrouwekerk vernieuwd; dat van de Sint-Servaas naar het voorbeeld van de (keizerlijke) Dom van Speyer, dat van de Onze-Lieve-Vrouwe naar het voorbeeld van de Sint-Lambertuskathedraal in Luik. Bij de Onze-Lieve-Vrouwe werd zowel het exterieur als het interieur van het koor voorzien van gebeeldhouwde kapitelen. Mogelijk werd tezelfdertijd de kloostergang vernieuwd en eveneens van kapitelen voorzien.

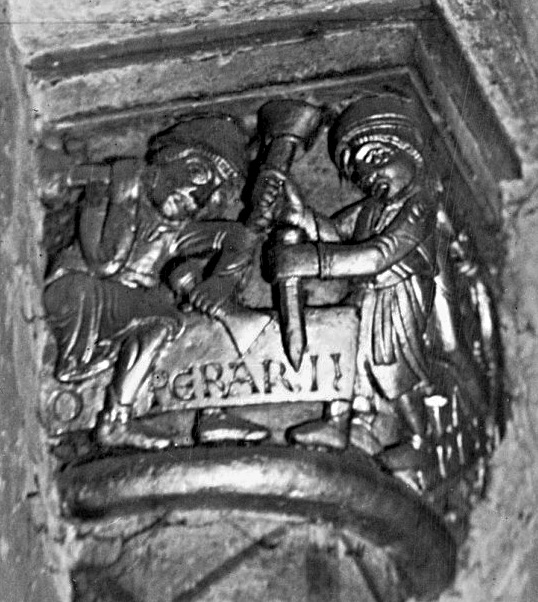
'Steenmetsen' op kapiteel 26, westwerk St-Servaaskerk

De Nederlandse kunsthistorica Elizabeth den Hartog geldt als expert op het gebied van de Maaslandse sculptuur in het algemeen, en die te Maastricht in het bijzonder. In een reeks wetenschappelijke publicaties toonde zij aan dat een groot aantal twaalfde-eeuwse sculpturen in onder andere Maastricht, Luik, Hoei, Tongeren, Borgloon, Sint Odiliënberg, Rolduc, Aken-Burtscheid, Bonn, Essen, Eisenach en Utrecht nauw met elkaar verwant zijn en vervaardigd zijn door één of meerdere met elkaar verwante beeldhouwateliers, mogelijk uit Noord-Italië afkomstig. Tussen 1140 tot 1170 was een dergelijk atelier van steenbeeldhouwers of 'metsen' waarschijnlijk permanent in Maastricht gevestigd. Deze groep, die ook de Sint-Servaaskerk van beeldhouwwerk voorzag, wordt aangeduid als het Heimo-atelier, naar de voorzijde van kapiteel nr. 10 in de kooromgang waarop deze naam voorkomt. Het kapiteel toont een steenhouwer (of opdrachtgever?) die een kapiteel overhandigt aan Maria. Het atelier is mogelijk ook afgebeeld op kapiteel 26 in het westwerk van de Sint-Servaasbasiliek.
De hogere delen van het koor met de galerij zijn enkele decennia later (kort na 1200) tot stand gekomen, waarschijnlijk na een wijziging van de oorspronkelijke bouwplannen. Mogelijk hield deze wijziging verband met het alleenrecht op reliekentoning buiten de kerk, een lucratieve bezigheid die het Servaaskapittel voor zich opeiste. Daardoor moest de Onze-Lieve-Vrouwe zich behelpen met reliekentoning binnen de kerk, wat minder pelgrims trok. De oostkoorgalerij zou dan dezelfde functie hebben gehad als de dwerggalerij van de Sint-Servaaskerk. Wellicht werden de bouwplannen ook beïnvloed door de verwerving in 1204 van een kostbaar patriarchaal kruis met relikwieën van het Heilig Kruis uit het geplunderde Constantinopel.
In de Franse tijd werd de kerk geconfisqueerd en deed daarna enkele decennia (tot 1837) dienst als arsenaal, smederij en paardenstal. De kwetsbare kalkstenen kapitelen raakten in deze periode ernstig beschadigd. Tijdens de grote Cuypersrestauratie (1887-1913) werden de beschadigingen met gips aangevuld, waarna de kapitelen werden verguld. De eveneens kalkstenen zuilen kregen een zwarte kleur.

## Kunsthistorische betekenis
Het iconografisch programma van de kapitelen in de kooromgang is, op enkele Bijbelse taferelen na, moeilijk te reconstrueren. Voor een twaalfde-eeuwse kanunnik echter zal de betekenis van de kapiteelvoorstellingen duidelijk zijn geweest. Voor hen was de koordecoratie bedoeld, want alleen zij hadden toegang tot het koor tijdens de dagelijkse cyclus van missen en koorgebeden. De kooromgang was in die zin geen echte 'omgang', omdat deze niet toegankelijk was voor het publiek. Het decoratieprogramma van de koorkapitelen betrof dus zeker geen biblia pauperum. Sommige taferelen zijn geïnspireerd door middeleeuwse boeken als De mirabilibus mundi, het Liber floridus en diverse bestiaria en fabels. Van enkele voorstellingen is de herkomst en betekenis nog onduidelijk. Het 'lezen' van deze kapitelen vergt veel kennis van de middeleeuwse denkwereld, zoals die via de Parijse scholen verspreiding vond over de christelijke wereld. Voor het Maasland waren met name de geschriften van Wibald van Stavelot en de neo-Augustijnse leer van Hugo van Sint-Victor van grote invloed.
De vier centrale kapitelen in de kooromgang (5 t/m 7) zijn extra groot en worden elk door vier gebundelde, halve zuiltjes ondersteund. Tien kapitelen (nrs 1, 2, 6, 8, 11, 12, 14, 15, 18 en 19) hebben een horizontale onderverdeling in een hoofdvlak en een smallere beeldband aan de boven- of onderzijde. De kapitelen van de galerij boven de kooromgang zijn van later datum. Ze zijn iets kleiner uitgevoerd en vervaardigd door minder kundige beeldhouwers. Iconografisch passen ze evenmin bij de kapitelen in de kooromgang. De decoratie bestaat voornamelijk uit bladornamenten en een enkele mensfiguur op de hoeken. De consoles tonen primitief weergegeven mens- en dierfiguren.
Slechts drie van de twintig kapitelen in het koor (nrs 4, 5 en 7) en de kooromgang hebben aan alle vier zijden samenhangende voorstellingen, in alle gevallen ontleend aan het Oude Testament. Daarbij moet kapiteel 4 linksom gelezen worden; de andere twee rechtsom. Kapiteel 9 heeft slechts aan één zijde een oudtestamentische voorstelling. De Bijbelse voorstellingen bevinden zich centraal tussen een reeks kapitelen waarbij de nadruk ligt op de vijandige, zondige, niet-christelijke wereld. Afgebeeld zijn onder andere mannen met borsten die leeuwen en draken zogen (nr. 2), een Siamese tweeling naast mannelijke sirenen die elkaar met vissen om de oren slaan (nr. 9) en mannen die leeuwen de keel afsnijden terwijl ze door reusachtige vogels worden belaagd (nr. 16).
De suggestie van Elizabeth den Hartog dat de iconografie van de kapitelen zou samenhangen met de dramatische nederlaag van de Franse, Duitse en Maaslandse legers tijdens de Tweede Kruistocht (1147-1149), leidde in 2003 in Maastricht tot verontwaardigde reacties. Hoewel Den Hartog het woord antisemitisme niet in de mond nam, bracht zij de in haar ogen negatieve verbeelding op de kapitelen van de niet-christelijke wereld, waaronder de joodse, in verband met de deceptie en het doemdenken in de christelijke wereld na de nederlaag van 1149. Ook de keuze van de onderwerpen op de twee meest centraal geplaatste kapitelen – de strijd tussen Jakob en Esau en de belofte aan Abraham – wordt door haar als in die context als betekenisvol gezien. Voor de middeleeuwers verbeeldden ze de relatie tussen jodendom en christendom, waarbij de joden het oude uitverkoren volk van God waren en de christenen het nieuwe. Tien jaar na het verschijnen van de studie van Den Hartog publiceerde de theoloog en kerkhistoricus Régis de la Haye, tevens diaken van de Onze-Lieve-Vrouwebasiliek, een positievere visie op de iconografie van de kooromgangskapitelen. Zijn interpretatie grijpt direct terug op Bijbelse en liturgische thema's.

## Lijst van kapitelen en consoles
| Nummer              | Locatie | Soort                                        | Afmetingen                                   | Beschrijving | Afbeelding |
| ------------------- | ------- | -------------------------------------------- | -------------------------------------------- | --- | ---------- |
| 1                   |         | muurkapiteel                                 | b: 74 cm h: 57 cm                            | draken met samengeketende nekken en staarten |            |
| 2                   |         | vrijstaand kapiteel                          | b: 73 cm h: 62 cm (incl. impost: 92 x 86 cm) | vier naakte wezens met baarden en grote borsten die leeuwen en draken zogen |            |
| 3                   |         | vrijstaandg kapiteel                         | b: 75 cm h: 62 cm                            | voorzijde: naakt mannetje met vogel; linkerzijde: naakt mannetje met draak ; achterzijde: naakt mannetje met slang ; rechterzijde: naakt mannetje met gebladerte |            |
| 4                   |         | vrijstaand kapiteel                          | niet bekend (als 2 of 3?)                    | voorzijde: het offer van Kaïn en Abel ; linkerzijde: Kaïn doodt Abel ; achterzijde: God vermaant Kaïn ; rechterzijde: Kaïns nageslacht |            |
| 5 (onder)           |         | vrijstaand samengesteld kapiteel             | b: 70 cm h: 44 cm (incl. impost: 85 x 61 cm) | voorzijde: Isaak zegent Jakob en Esau verkoopt zijn eerstgeboorterecht aan Jakob ; linkerzijde: verzoening tussen Jakob en Esau ; achterzijde: Jakob met zijn familie en kudde ; rechterzijde: Jakobs droom en worsteling met de engel                                                                                            |            |
| 6 (boven)           |         | vrijstaand samengesteld kapiteel             | b: 75 cm h: 50 cm (incl. impost: 90 x 75 cm) | voorzijde: naar elkaar toe gekeerde en van elkaar afgewende mannetjes ; linkerzijde: langhalzige vogels die in hun vleugels pikken ; achterzijde: twee gehurkte en starende mannetjes ; rechterzijde: naar elkaar toe gekeerde en van elkaar afgewende vogels met lange snavels                                                   |            |
| 7 (onder)           |         | vrijstaand samengesteld kapiteel             | niet bekend (als 5?)                         | voorzijde: Abraham ontmoet de drie engelen bij de eik te Mamre ; linkerzijde: Abraham offert een ram ; achterzijde: Abraham offert Isaak (met een ram prominent op de achtergrond) ; rechterzijde: Abraham biedt de drie engelen gastvrijheid                                                                                     |            |
| 8 (boven)           |         | vrijstaand samengesteld kapiteel             | niet bekend (als 6?)                         | voorzijde: twee vogels en twee menselijke wezens die naar elkaar toelopen ; linkerzijde: loslopende honden met lange snuiten en scherpe tanden en twee naakte figuren tussen gebladerte die naar elkaar toelopen ; achterzijde: loslopende honden en een hond die een wild zwijn aanvalt ; rechterzijde: twee paar vogels         |            |
| 9                   |         | vrijstaand kapiteel                          | niet bekend (als 2 of 3?)                    | voorzijde: Bileam en de ezel ; linkerzijde: Siamese tweelingen ; achterzijde: twee achterwaarts vallende jongemannen en twee draken met samengeketende nekken die zich in de borst bijten ; rechterzijde: twee mannelijke sirenen met puntige hoofddeksels en schilden, die elkaar met vissen slaan                               |            |
| 10 (Heimo-kapiteel) |         | vrijstaand kapiteel                          | niet bekend (als 2 of 3?)                    | voorzijde: Heimo biedt een kapiteel aan Maria aan ; linkerzijde: draken ; achterzijde: stieren en ossen ; rechterzijde: leeuwen |            |
| 11                  |         | vrijstaand kapiteel                          | niet bekend (als 2 of 3?)                    | voorzijde: loslopende leeuwen ; linkerzijde: vogels ; achterzijde: twee in elkaar gevlochten spiralen van gebladerte ; rechterzijde: vogels |            |
| 12                  |         | muurkapiteel                                 | niet bekend (als 1?)                         | drie naakte figuren, waarvan de middelste de linker aan zijn been trekt; de rechter figuur is zittend |            |
| 13                  |         | muurkapiteel                                 | niet bekend (als 15?)                        | naar elkaar toegewende vogels tussen gebladerte pikken in hun eigen vleugels |            |
| 14                  |         | muurkapiteel                                 | niet bekend (als 15?)                        | boven: vier mannen aan het werk in een wijngaard; onder: vier draken |            |
| 15                  |         | muurkapiteel                                 | b: 70 cm h: 55 cm                            | draakachtige vogels die naakte menselijke wezens aanvallen |            |
| 16                  |         | muurkapiteel                                 | niet bekend (als 15?)                        | demonisch uitziende vogels vallen twee gehurkte menselijke figuren aan die leeuwen doden |            |
| 17                  |         | muurkapiteel                                 | niet bekend (als 15?)                        | twee mannen in gevecht met leeuwen, slangachtige monsters en een gevleugelde draak |            |
| 18                  |         | muurkapiteel                                 | niet bekend (als 15?)                        | mannen in gevecht met vogels |            |
| 19                  |         | muurkapiteel                                 | niet bekend (als 15?)                        | boven: vier naakte menselijke wezens in gebladerte; onder: vechtende monsters |            |
| 20                  |         | muurkapiteel                                 | niet bekend (als 15?)                        | vogels met samengeketende nekken en staarten |            |
| 21                  |         | muurkapiteel                                 | niet bekend                                  | spiraalvormige takken van drie strengen met gebladerte; geen console |            |
| 22                  |         | vrijstaand kapiteel met console              | niet bekend                                  | kapiteel: twee rijen rechtopstaande bladeren; console: buste van een dier met een brede kop, kleine laagstaande oren, grote ogen, een brede neus en een grote snor, dat zijn twee voorpoten naar zijn mond brengt |            |
| 23                  |         | vrijstaand kapiteel met console              | niet bekend                                  | kapiteel: tussen de hoekvoluten bevinden zich aan elke zijde vier rechtopstaande, schermvormige bladeren; console: portretbuste van man met opengesperde ogen, snor en open mond, en aan weerszijden van zijn hoofd armen in lange, wijde mouwen; met zijn rechterhand raakt hij zijn kin aan; zijn linkerhand is achter zijn oor |            |
| 24                  |         | vrijstaand kapiteel met console              | niet bekend                                  | kapiteel: tussen de primitief vormgegeven mannetjes op de hoeken bevindt zich aan elke zijde een spiraalvormige tak met gebladerte; console: als kapiteel #23, alleen heeft de man een baard en halflange haren, en is zijn rechteroog hoger geplaatst dan het linker; met zijn rechterhand wijst hij naar het rechteroog         |            |
| 25                  |         | vrijstaand samengesteld kapiteel met console | niet bekend                                  | kapiteel: drie rijen palmetten en omgekrulde balderen; console: schaapachtig wezen met achterpoten (?) aan weerszijden van de kop geplaatst |            |
| 26                  |         | vrijstaand samengesteld kapiteel met console | niet bekend                                  | kapiteel: als #25; console: leeuw die met zijn voorpoten het hoofd vasthoudt; grote, opengesperde ogen en een open muil met veel tanden |            |
| 27                  |         | vrijstaand kapiteel met console              | niet bekend                                  | kapiteel: als #24; console: als #25 |            |
| 28                  |         | vrijstaand kapiteel met console              | niet bekend                                  | kapiteel: als #22; console: ronde kop of masker met brede grijns, waarbij veel tanden en een uitgestoken tong te zien zijn |            |
| 29                  |         | vrijstaand kapiteel met console              | niet bekend                                  | kapiteel: als #22; console: langwerpig, ovaal masker met baard en snor |            |
| 30                  |         | muurkapiteel                                 | niet bekend                                  | als #21, maar verfijnder uitgevoerd; geen console |            |